# أبو البنات (مسلسل مصري)
أبو البنات، هو مسلسل مصري درامي-كوميدي، من إخراج رؤوف عبد العزيز وتأليف أحمد عبد الفتاح. المسلسل من بطولة مصطفى شعبانوعلا غانم وصلاح عبد الله وإدوارد. صدر المسلسل في الأول من رمضان عام 1437هـ. المصادف السادس من يونيو عام 2016م.
يعد المسلسل التعاون الرابع بين علا غانم ومصطفى شعبان في التليفزيون بعد مسلسلات (العار) و (الزوجة الرابعة) و (مزاج الخير). كما ويعد المسلسل ثانى تجارب المخرج رؤوف عبد العزيز الإخراجية بعد مسلسل (ألف ليلة وليلة). كما أن المسلسل جمع للمرة الثانية بين الفنان مصطفى شعبان والمنتج تامر مرسي للمرة بعد مسلسل مولانا العاشق.

و يعتبر مسلسل (أبو البنات) هو العمل الخامس علي التوالي الذي يجمع الفنان مصطفي شعبان مع السيناريست أحمد عبد الفتاح بعد مسلسلات (الزوجة الرابعة) و (مزاج الخير) و (دكتور أمراض نسا) و (مولانا العاشق).

ويعد أول مسلسل مصري تشارك به الراقصة الأرمينية (صافيناز).

## ملخص القصة
يدور العمل حول رجل يملك معرض سيارات (مصطفي شعبان) ويدخل في صراع دائم مع أحد كبار رجال الأعمال (صلاح عبد الله)، حيث يوجد خلاف بينهما سببه تجارتهما القديمة معًا في المخدرات حتي انفصلا عن بعضهما، وبسب الصراع يصطحب (مصطفي شعبان) بناته وينتقل للعيش في القاهرة ولكن (صلاح عبد الله) يذهب خلفه ويقوم بخطف بنات (مصطفي شعبان) الثلاثة، ومن هنا تتصاعد أحداث الخلاف وتظهر (صافيناز) كراقصة في أحد الكباريهات التي يسهر فيها (مصطفي شعبان) ويتعرف عليها ويتزوج منها.

## القصة
يدور العمل حول رجل يملك معرض سيارات (مصطفي شعبان) ويدخل في صراع دائم مع أحد كبار رجال الأعمال (صلاح عبدالله)، حيث يوجد خلاف بينهما سببه تجارتهما القديمة معًا في المخدرات حتي انفصلا عن بعضهما، وبسب الصراع يصطحب (مصطفي شعبان) بناته وينتقل للعيش في القاهرة ولكن (صلاح عبد الله) يذهب خلفه ويقوم بخطف بنات (مصطفي شعبان) الثلاثة، ومن هنا تتصاعد أحداث الخلاف وتظهر (صافيناز) كراقصة في أحد الكباريهات التي يسهر فيها (مصطفي شعبان) ويتعرف عليها ويتزوج منها.

## طاقم العمل
يشارك في المسلسل عدة ممثلين مصريين 
| الممثل             | الشخصية        |
| ------------------ | -------------- |
| مصطفى شعبان        | فارس حظو       |
| علا غانم           | نجاح           |
| صلاح عبد الله      |                |
| إدوارد             | صلاح           |
| رجاء الجداوي       |                |
| عبدالرحمن أبو زهرة | عم منصور       |
| سميرة عبد العزيز   | أم مريم        |
| دارين حداد         | ليليان         |
| ياسر علي ماهر      | سيف -والد خالد |
| خالد عليش          | بلحه           |
| صافيناز            | نفسها          |
| هشام إسماعيل       | دكتور حاتم     |
| نور إيهاب          | نور            |
| جنى محمد           | جنى            |
| سارة نور           | سارة           |
| تيام قمر           | هاني           |
| مايان السيد        | نيفين          |

## هوامش
- أول مسلسل مصري تشارك به الراقصة الأرمينية (صافيناز) [5]
- يعتبر مسلسل (أبو البنات) هو العمل الخامس علي التوالي الذي يجمع الفنان مصطفي شعبان مع السيناريست أحمد عبد الفتاح بعد مسلسلات (الزوجة الرابعة) و (مزاج الخير) و (دكتور أمراض نسا) و (مولانا العاشق).[6]
- مسلسل (أبو البنات) يجمع الفنان مصطفى شعبان للمرة الثانية بالمنتج تامر مرسى بعد مسلسلهما (مولانا العاشق) [7]
- يعد المسلسل ثانى تجارب المخرج رؤوف عبد العزيز الإخراجية بعد مسلسل (ألف ليلة وليلة).
- يعد مسلسل (أبو البنات) التعاون الرابع بين علا غانم ومصطفى شعبان في التليفزيون بعد مسلسلات (العار) و (الزوجة الرابعة) و (مزاج الخير).